# Grigori Eduardowitsch Dobrygin

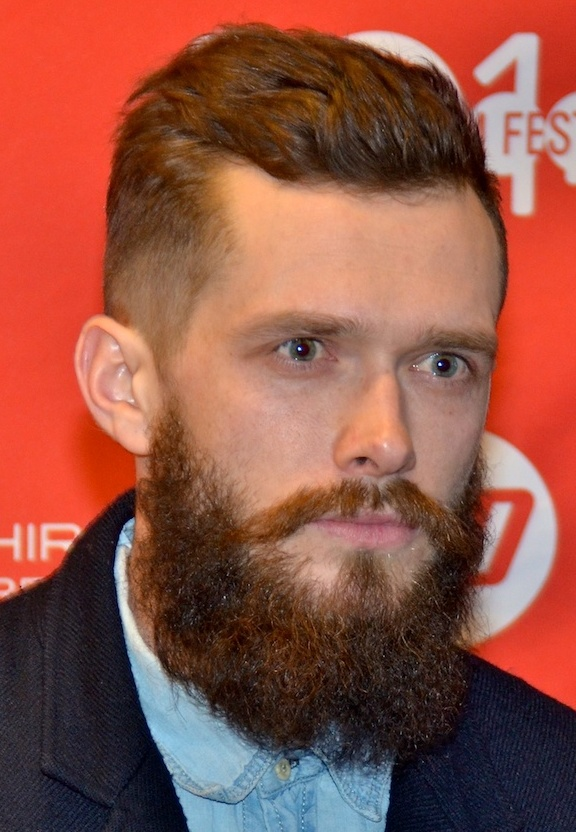
Grigori Dobrygin (2014)

Grigori Eduardowitsch Dobrygin (russisch Григо́рий Эдуардович Добры́гин; * 17. Februar 1986 in Petropawlowsk-Kamtschatski) ist ein russischer Theater- und Filmschauspieler.

## Biografie
Grigori Dobrygin wurde 1986 als Sohn einer Ballerina in der Sowjetunion geboren. Bis zu seinem vierten Lebensjahr wuchs er auf der Halbinsel Kamtschatka auf, ehe seine Familie nach Moskau übersiedelte. Auf Drängen seines Vaters begann Dobrygin früh mit dem Ballett und besuchte neben der Schule in Selenograd die Staatliche Akademie für Choreographie des Bolschoi-Balletts in Moskau. Mit zwölf Jahren bekleidete er eine Rolle in Pjotr Tschaikowskis Der Nussknacker. Nach acht Jahren gab Dobrygin aber die Ausbildung an der Schule des Bolschoi-Balletts auf. Er schrieb sich daraufhin im Alter von 17 Jahren für ein protestantisches Seminar ein und zog von seinen Eltern fort. Mit 19 Jahren wechselte Dobrygin zur Schauspielerei und fand, begünstigt durch seine Ballettausbildung, Aufnahme an der renommierten Moskauer Theaterhochschule, wo er bei Konstantin Raikin studierte. Die Schauspielausbildung gab Dobrygin bereits nach einem Jahr auf, laut eigenen Angaben aufgrund seiner mangelnden Disziplin.
Nach Abbruch seiner Schauspielausbildung schrieb sich Dobrygin für einen Schauspielkurs an der Russischen Akademie für Theaterkunst (GITIS) in Moskau ein. Sein Mentor wurde Oleg Kudriaschow. Dobrygin erschien in mehreren Theaterstücken, darunter Die Geschichte des Mammuts nach einem Roman von Alexei Iwanow über das postsowjetische Schulleben. Einem breiten russischen Publikum wurde der Schauspieler jedoch erst durch sein Spielfilmdebüt in Tschornaja Molnija (2009; englischsprachiger Titel: Black Lightning) bekannt. In dem Actionfilm, produziert von Timur Bekmambetow, schlüpfte Dobrygin in die Hauptrolle des Moskauer Studenten Dima, der in Besitz eines fliegenden Autos gelangt und schon bald zum Beschützer der Stadt avanciert.
Einem internationalen Publikum wurde Dobrygin durch seine Mitwirkung in Alexei Popogrebskis Psychothriller How I Ended This Summer (2010) bekannt. Der Filmregisseur hatte den Schauspielschüler auf dem Moskauer Studenten-Theaterfestival Twoj Schans entdeckt und ihn daraufhin zu Vorsprechen und Probeaufnahmen eingeladen. Obwohl Dobrygin laut dem Regisseur nicht zu den besten Akteuren zählte, bemerkte Popogrebski eine Geistesverwandtschaft zwischen ihm und der Figur. Daraufhin erhielt Dobrygin die Hauptrolle eines jungen Studenten, der den Sommer gemeinsam mit einem erfahrenen aber eigenbrötlerischen Meteorologen (gespielt vom bekannten Theaterregisseur und Schauspieler Sergei Witauto Puskepalis) auf einer kleinen Forschungsstation im Arktischen Meer verbringt. How I Ended This Summer erhielt 2010 eine Einladung in den Wettbewerb der 60. Internationalen Filmfestspiele von Berlin, wo deutsche Kritiker den kammerspielartigen Film für seine Naturaufnahmen und die Leistungen der beiden Hauptdarsteller lobten. Dobrygin und Puskepalis wurden daraufhin ex aequo mit dem Silbernen Bären für den besten Darsteller des Filmfestivals ausgezeichnet. Beide setzten sich gegen so bekannte Schauspieler wie Casey Affleck (The Killer Inside Me), Ewan McGregor (Der Ghostwriter) oder Stellan Skarsgård (Ein Mann von Welt) durch. 2011 übernahm Dobrygin eine Nebenrolle in Achim von Borries Kriegsfilm 4 Tage im Mai.

## Filmografie (Auswahl)
- 2009: Tschjornaja Molnija (Чёрная Молния)
- 2010: How I Ended This Summer (Как я провёл этим летом)
- 2011: Bloodrop 3D (Kurzfilm)
- 2011: 4 Tage im Mai
- 2012: Atomnyy Ivan
- 2014: Black Sea
- 2014: A Most Wanted Man

## Auszeichnungen
- 2010: Darstellerpreis der Internationalen Filmfestspiele Berlin für How I Ended This Summer (gemeinsam mit Sergei Puskepalis)
- 2011: MegaFon-Sonderpreis „Die Zukunft hängt von Dir ab“ bei der Verleihung des Goldenen Adlers der Russischen Filmakademie